# Asante Blackk
Asante Duah Ma'at (20 de octubre de 2001) conocido profesionalmente como Asante Blackk es un actor estadounidense. Es mejor conocido por su papel en la miniserie Así nos ven (2019), por la que recibió una nominación al premio Primetime Emmy.

## Primeros años y carrera
Blackk comenzó a actuar como estudiante de escuela primaria en la escuela Judith P. Hoyer Montessori. Su primer papel fue Mowgli en una representación de El libro de la selva. Uno de sus primeros papeles profesionales fue en "How I Learned to Be a Kid" en el Teatro Howard de Washington, tras lo cual consiguió un agente. Blackk originalmente audicionó para el papel de Korey Wise, uno de los miembros exonerados de Central Park Five, en la miniserie dramatizada Así nos ven, pero en cambio fue elegido como Kevin Richardson, de 14 años, en la serie. El papel le valió una nominación al premio Primetime Emmy, convirtiéndolo en uno de los nominados más jóvenes de su historia. Blackk apareció como una serie regular en This Is Us desde 2019 hasta que el programa terminó en mayo de 2022, por el que fue nominado a un premio Critics' Choice Television.
Blackk hizo su debut cinematográfico en Landscape with Invisible Hand de Cory Finley, que se estrenó en agosto de 2023; más tarde apareció en Story Ave, que se estrenó en septiembre de 2023.

## Vida personal
Es sobrino de la actriz Samira Wiley.

## Filmografía

### Películas
| Año  | Tírulo                        | Papel         |
| ---- | ----------------------------- | ------------- |
| 2023 | Landscape with Invisible Hand | Adam Costello |
| 2023 | Story Ave                     | Kadir Grayson |

### Televisión
| Año  | Título                                     | Papel                    | Notas                                                |
| ---- | ------------------------------------------ | ------------------------ | ---------------------------------------------------- |
| 2019 | Así nos ven                                | Kevin Richardson (joven) | 4 episodios                                          |
| 2019 | Live in Front of a Studio Audience         | Michael Evans            | 2 episodios                                          |
| 2019 | This Is Us                                 | Malik Hodges             | Recurrente; 18 episodios                             |
| 2020 | Social Distance                            | Corey                    | Episodio: "Pomp and Circumstance"                    |
| 2022 | The Proud Family: Louder and Prouder       | Kareem (voz)             | Episodio: "It All Started with an Orange Basketball" |
| 2022 | Norman Lear: 100 Years of Music & Laughter | Él mismo                 | Especial de televisión                               |